# دینو (خواننده کره جنوبی)
لی چان (کره‌ای: 이찬؛ زادهٔ ۱۱ فوریه ۱۹۹۹) که بیشتر با نام هنری دینو (کره‌ای: 디노) شناخته می‌شود، خواننده و رپر اهل کره جنوبی است. او یکی از اعضای گروه سونتین است که در سال ۲۰۱۵ تشکیل شد. 

## اوایل زندگی
لی چان زادهٔ ایکسان، استان جولا شمالی، کره جنوبی در ۱۱ فوریه ۱۹۹۹ است. او از دبیرستان پخش سئول در سال ۲۱۷ فارغ‌التحصیل شد.